# Duke Energy Center
Duke Energy Center es un rascacielos de 786 pies (240 m) de altura y 48 plantas (54 incluyendo plantas técnicas) situado en Charlotte, Carolina del Norte, Estados Unidos. Cuando se completó en 2010, era el edificio más grande de Charlotte (en superficie), el segundo edificio más alto de Charlotte y el más alto del mundo en usar soportes dobles prefabricados construidas por Prestress of the Carolinas. El edificio y el campus artístico-cultural adyacente son propiedad de Wells Fargo.
Sonnenschein usará 35 000 pies cuadrados (3300 m²) en las plantas 34 y 35 y Deloitte usará 82 000 pies cuadrados (7600 m²).
Originalmente, el edificio iba a ser conocido como Wachovia Corporate Center. Iba a sustituir a One Wachovia Center como la sede de Wachovia. Wachovia iba a ocupar 450 000 pies cuadrados (42 000 m²) de los 1 500 000 pies cuadrados (140 000 m²) de la torre. Wells Fargo planea usar cinco de sus 14 plantas.

## Construcción

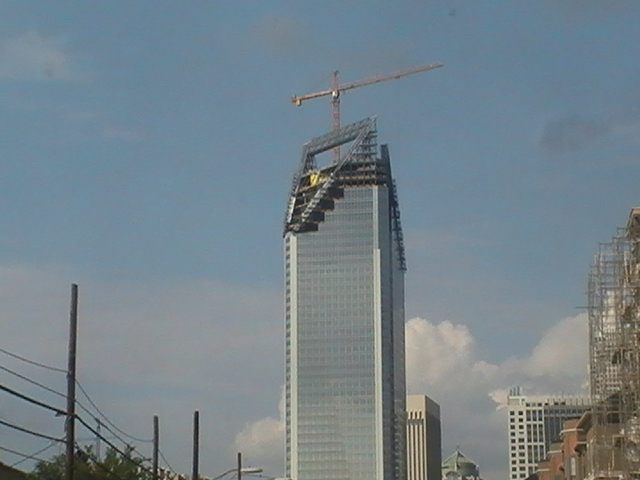
Duke Energy Center en construcción en verano de 2009.

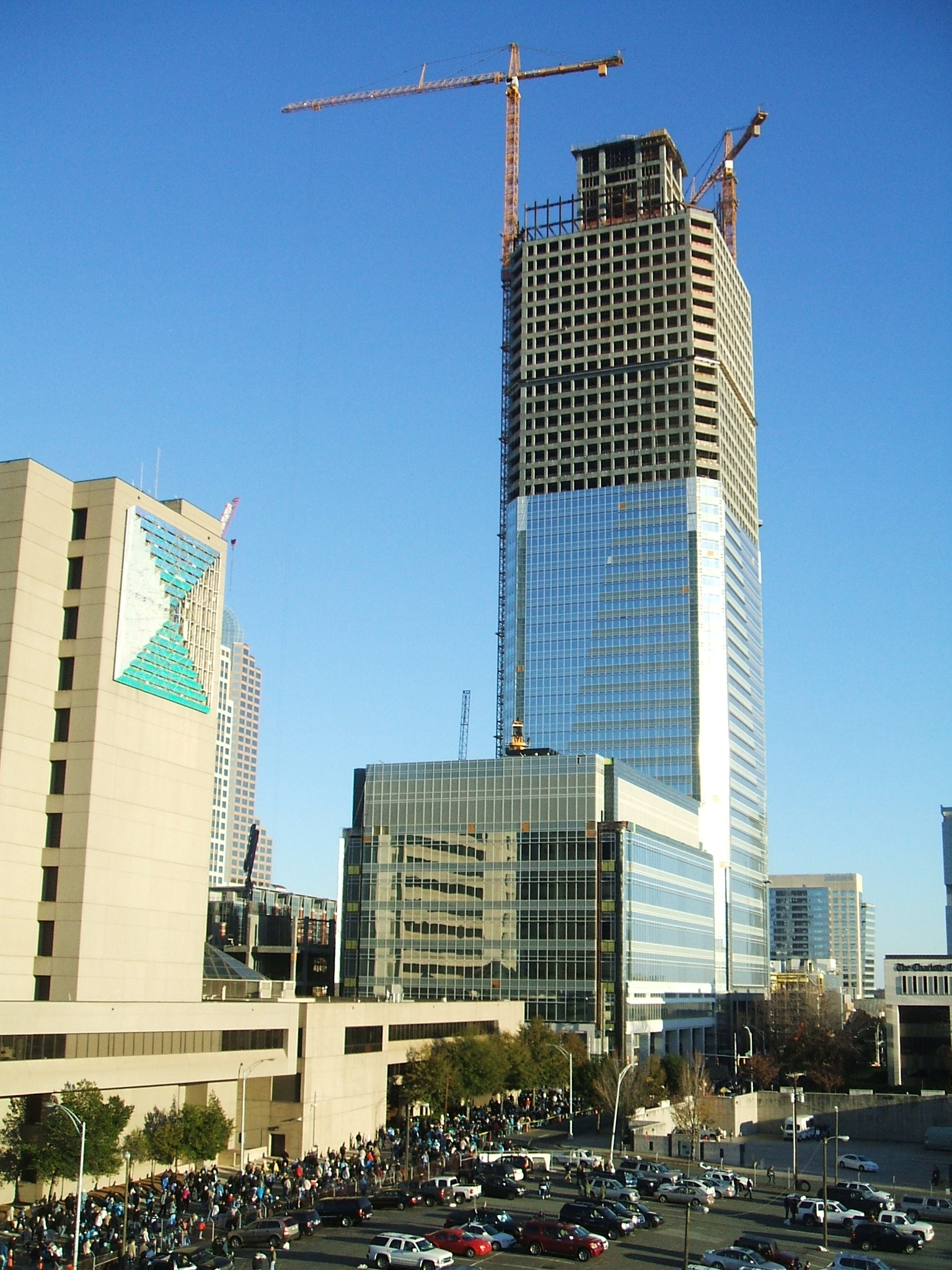
Imagen tomada desde Bank of America Stadium en noviembre de 2008.

El proyecto fue anunciado en primavera de 2004, y no se desvelaron imágenes virtuales oficiales hasta el 6 de diciembre de 2006. En la petición original a la Comisión de Planificación de Charlotte-Mecklenburg el edificio iba a construirse en una parcela de 1,29 acres (5.200 m 2) al lado de 400 South Tryon, con una altura de 510 pies (155 m) y 34 plantas. La preparación del terreno comenzó con la demolición de un concesionario de neumáticos Firestone en febrero de 2006. El 28 de febrero comenzó la excavación y voladura de un agujero de 100 pie (30 m) de profundidad para el aparcamiento subterráneo. Se usaron más de 250.000 kilos de explosivos durante la excavación y se necesitaron poco más de 60.000 cargas de camiones para retirar todo el material excavado del lugar, parte del cual se usó en la construcción de una tercera pista de aterrizaje en el Aeropuerto Internacional de Charlotte-Douglas.
El edificio fue construido por Batson-Cook Construction, con hormigón premezclado de Concrete Supply Co. y la empresa de ingeniería estructural TRC International Ltd, de Sarasota, Florida. El edificio usó núcleo de hormigón vertido en el lugar y soportes perimetrales dobles prefabricados, estructura usada normalmente en aparcamientos. Estos soportes dobles abarcan entre el núcleo y los sistemas perimetrales. El hormigón usado en el edificio es de 18.000 psi.
El edificio recibió un certificado de ocupación el 23 de diciembre de 2009. El vestíbulo y el aparcamiento abrieron el 2 de enero de 2010.

## Características
Es el edificio más alto en el Campus Cultural Wells Fargo y el más grande de Charlotte por superficie, con 250 000 pie cuadrado (23 000 m²). El complejo incluirá también una torre residencial de 46 plantas, el Centro Cultural Afroamericano, el Museo Mint, el Teatro Knight, el Museo de Arte Bechtler y un Museo de Historia. El edificio ha logrado LEED Platino al incluir dispositivos de fontanería que ahorran agua, un sistema de almacenamiento de agua que tratará el agua de lluvia para que se use como agua de relleno en las torres de refrigeración, y un  techo verde. La roca que fue volada para el aparcamiento está siendo reciclada transportándola a una cantera local, donde será aplastada para hacer grava.
La fachada de la estructura está iluminada por cientos de LED programables que cambian de color y luminarias de halogenuros metálicos diseñadas por Diseño de Iluminación Arquitectónica Gabler-Youngston. El sistema de iluminación de la fachada proporciona varios espectáculos y efectos. Altamente visible desde la esquina este del Bank of America Stadium, la iluminación se usa durante momentos importantes de eventos deportivos que se juegan allí.
Por ejemplo, si juegan los Carolina Panthers se puede iluminar de color azul. Para el partido de 2011 del ACC Championship, el edificio mostró iluminación naranja y morado por Clemson University y rojo y naranja por Virginia Tech.

## Comercios
En 2011, el Duke Energy Center recibirá a nuevos establecimientos en el edificio, incluyendo el renombrado mundialmente Chef Emeril Lagasse, que abrirá un nuevo restaurante en la planta baja. El edificio recibirá también a Flex + Fit, un nuevo concepto de club de salud que incluirá una cocina de enseñanza y una aproximación a la carta a clases de fitness avanzadas. 

### Planes originales de uso de Wachovia
La primera planta del edificio iba a contener el lobby principal y los ascensores. La segunda planta iba a tener la server room de Wachovia. La tercera planta habría sido ocupada por zonas de entrenamiento durante el día y aulas por la noche. Esta zona iba a ser compartida por Wachovia y Wake Forest University, que iba a usarla para sus cursos MBA. Las plantas cuatro a la siete iban a contener la planta de comercio. Habría ocupado 45 000 pies cuadrados (4200 m²) y albergado aproximadamente 750 comerciantes por planta. Wells Fargo planeó ocupar cinco de sus 14 plantas a finales de 2010. KPMG y Katten Muchin Rosenman se trasladaron al edificio en febrero de 2010, mientras que Duke Energy se trasladó más tarde en 2010.

### Planes originales de Wake Forest University
Originalmente, Wake Forest University había planeado localizar el campus de Charlotte de su Babcock Graduate School of Management en la torre, ocupando aproximadamente 25 000 pies cuadrados (2300 m²). Sin embargo, Wake Forest se retiró del proyecto tras la adquisición de Wachovia por Wells Fargo.